# 浦和総合流通センター
浦和総合流通センター（うらわそうごうりゅうつうセンター）さいたま市桜区桜田にある卸売市場、青果市場の総称である。旧浦和市時代に開場した。浦和中央青果市場、浦和卸売市場などを含めた施設全体の総称。

## 概要
さいたま市桜区の中央南寄りの首都高速埼玉大宮線・新大宮バイパスに面した場所に所在する。総合流通センター内には浦和中央青果市場や浦和卸売市場（水産物卸売場、食肉鳥卵卸売場、一般食料品卸売場など）があり、業者を中心に賑わっている。市場内では27の店舗が営業をしている。600台収容の駐車場が敷地内にある。施設の北側を油面川が流れる。
開設者は株式会社浦和総合流通センター、卸売業者は、浦和中央青果市場株式会社である。

## 沿革
- 1969年（昭和44年）4月に地域住民の消費生活の安定を目指して浦和市、与野市、戸田市、蕨市の4市と関係流通業者の結束により浦和総合流通センターが設立された。
- 1970年（昭和45年）12月11日に浦和卸売市場が開設された。
- 1985年（昭和60年）8月1日 - 住居表示実施により所在地が浦和市大字西堀から浦和市桜田となる。
- 2001年（平成13年）5月1日 - 浦和市、大宮市、与野市が合併しさいたま市が誕生。所在地がさいたま市桜田となる。その後2003年（平成15年）4月1日にさいたま市が政令指定都市へ移行し、当地区はさいたま市桜区桜田となる。
- 2019年（令和元年）10月12日に上陸した令和元年東日本台風（台風19号）がもたらした水害により総合流通センター内が冠水し、数日間の休業[1][2][3]（18日より一部店舗が営業再開）。

## 所在地
- さいたま市桜区桜田3-3-1